# Ваничкин, Владимир Васильевич
Владимир Васильевич Ваничкин (1925—1964) — лейтенант Рабоче-крестьянской Красной Армии, участник Великой Отечественной войны, Герой Советского Союза (1945).

## Биография
Владимир Ваничкин родился 15 августа 1925 года в деревне Кондуки (ныне — Узловского района Тульской области) в семье крестьянина. Окончил восемь классов школы в 1941 году, затем два курса педагогического техникума. В феврале 1943 года Ваничкин был призван на службу в Рабоче-крестьянскую Красную Армию. С июля того же года — на фронтах Великой Отечественной войны. Принимал участие в боях на Юго-Западном, 3-м Украинском и 1-м Белорусском фронтах. В 1944 году Ваничкин окончил курсы младших лейтенантов. К январю 1945 года гвардии лейтенант Владимир Ваничкин командовал взводом 271-го гвардейского стрелкового полка 88-й гвардейской стрелковой дивизии 8-й гвардейской армии 1-го Белорусского фронта. Отличился во время Варшавско-Познанской операции.
25 января 1945 года Ваничкин одним из первых вплавь переправился через реку Варту в районе населённого пункта Вайсенбург (ныне — Бедруско) к северу от польского города Познань. На западном берегу он принял активное участие в захвате и удержании плацдарма, прикрытии переправы других подразделений.
Указом Президиума Верховного Совета СССР от 24 марта 1945 года за «мужество и отвагу, проявленные при форсировании реки Варта» гвардии лейтенант Владимир Ваничкин был удостоен высокого звания Героя Советского Союза с вручением ордена Ленина и медали «Золотая Звезда» за номером 7338.
16 апреля — 8 мая 1945 года Ваничкин принимал участие в Берлинской операции, штурме Зееловских высот, форсировании Шпрее и уличных боях в Берлине. После окончания войны Ваничкин был уволен в запас. Проживал и работал в Кишинёве. Погиб в автокатастрофе 10 октября 1964 года.
Был также награждён орденом Красной Звезды и рядом медалей.